# Liste des conseillers départementaux du Val-de-Marne
Pour un article plus général, voir Conseil départemental du Val-de-Marne.
Cet article présente la composition du Conseil départemental du Val-de-Marne depuis les élections départementales de 2021 dans le Val-de-Marne. Pour les élus des mandatures précédentes, voir la liste des conseillers généraux du Val-de-Marne, et liste des conseillers départementaux du Val-de-Marne (2015-2021).

## Composition
Le conseil départemental est constitué de 50 conseillers départementaux, à raison de deux élus pour chacun des 25 cantons du département
| Président du Conseil départemental   |       |       |      |                                                                    |
| Olivier Capitanio (LR)               |       |       |      |                                                                    |
| Parti                                | Sigle | Sigle | Élus | Groupes                                                            |
| Majorité (28 sièges)                 |       |       |      |                                                                    |
| Les Républicains                     |       | LR    | 21   | Les Républicains Libres et Indépendants                            |
| Soyons libres                        |       | SL    | 3    | Les Républicains Libres et Indépendants                            |
| Union des démocrates et indépendants |       | UDI   | 4    | UDI et apparentés                                                  |
| Opposition (22 sièges)               |       |       |      |                                                                    |
| Parti communiste français            |       | PCF   | 10   | Val-de-Marne en commun – Parti communiste français et citoyen·ne·s |
| Gauche citoyenne                     |       | GC    | 1    | Val-de-Marne en commun – Parti communiste français et citoyen·ne·s |
| Parti socialiste                     |       | PS    | 7    | Socialiste et Républicain                                          |
| Europe Écologie Les Verts            |       | EÉLV  | 2    | Écologistes et Citoyens                                            |
| Divers gauche                        |       | DVG   | 1    | Écologistes et Citoyens                                            |
| Gauche républicaine et socialiste    |       | GRS   | 1    | Non-inscrit                                                        |

## Liste des conseillers départementaux
| Code cantonal  | Canton                             | Électeurs (2021) | Mandat    | Conseillers départementaux                | Parti    |
| -------------- | ---------------------------------- | ---------------- | --------- | ----------------------------------------- | -------- |
| 9401           | Canton d'Alfortville               | 23 742           | 2021-2028 | Mohamed Chikouche Isabelle Santiago       | PS       |
| 9402           | Canton de Cachan                   | 29 329           | 2015-2021 | Samuel Besnard Hélène Peccolo             | PS EELV  |
| 9403           | Canton de Champigny-sur-Marne-1    | 28 806           | 2021-2028 | Michel Duvaudier Catherine Mussotte-Guedj | LR SL    |
| 9404           | Canton de Champigny-sur-Marne-2    | 24 818           | 2021-2028 | Jean-Pierre Barnaud Geneviève Carpe       | UDI SL   |
| 9405           | Canton de Charenton-le-Pont        | 41 350           | 2021-2028 | Hervé Gicquel Chantal Durand              | LR       |
| 9406           | Canton de Choisy-le-Roi            | 28 579           | 2021-2028 | Kristell Niasme Tonino Panetta            | LR       |
| 9407           | Canton de Créteil-1                | 21 954           | 2021-2028 | Antoine Pelissolo Josette Sol             | PS       |
| 9408           | Canton de Créteil-2                | 23 215           | 2021-2028 | Bruno Hélin Brigitte Jeanvoine            | PS       |
| 9409           | Canton de Fontenay-sous-Bois       | 38 983           | 2021-2028 | Franck Mora Sokona Niakhate               | PCF      |
| 9410           | Canton de L'Haÿ-les-Roses          | 33 621           | 2021-2028 | Antoine Madelin Mélanie Nowak             | LR UDI   |
| 9411           | Canton d'Ivry-sur-Seine            | 28 809           | 2021-2028 | Nicolas Bescond Lamya Kirouani            | PCF      |
| 9412           | Canton du Kremlin-Bicêtre          | 24 144           | 2021-2028 | Fatiha Aggoune Ibrahima Traoré            | PCF      |
| 9413           | Canton de Maisons-Alfort           | 36 352           | 2021-2028 | Olivier Capitanio Mary-France Parrain     | LR       |
| 9414           | Canton de Nogent-sur-Marne         | 44 711           | 2021-2028 | Paul Bazin Déborah Münzer                 | LR       |
| 9415           | Canton d'Orly                      | 25 868           | 2021-2028 | Daniel Guerin Christine Janodet           | GRS GC   |
| 9416           | Canton du Plateau briard           | 37 611           | 2021-2028 | Patrick Farcy Karine Bastier              | UDI LR   |
| 9417           | Canton de Saint-Maur-des-Fossés-1  | 40 393           | 2021-2028 | Laurence Coulon Germain Roesch            | LR       |
| 9418           | Canton de Saint-Maur-des-Fossés-2  | 41 220           | 2021-2028 | Jean-Daniel Amsler Marie-Christine Segui  | LR       |
| 9419           | Canton de Thiais                   | 31 886           | 2021-2028 | Nicolas Tryzna Patricia Korchef-Lambert   | LR       |
| 9420           | Canton de Villejuif                | 30 052           | 2021-2028 | Pierre Garzon Flore Munck                 | PCF      |
| 9421           | Canton de Villeneuve-Saint-Georges | 25 547           | 2021-2028 | Metin Yavuz Françoise Lecoufle            | LR       |
| 9422           | Canton de Villiers-sur-Marne       | 38 575           | 2021-2028 | Jacques-Alain Benisti Sabine Patoux       | LR SL    |
| 9423           | Canton de Vincennes                | 41 216           | 2021-2028 | Julien Weil Odile Seguret                 | LR UDI   |
| 9424           | Canton de Vitry-sur-Seine-1        | 23 293           | 2021-2028 | Frédéric Bourdon Naiga Stefel             | EELV DVG |
| 9425           | Canton de Vitry-sur-Seine-2        | 22 283           | 2021-2028 | Hocine Tmimi Evelyne Rabardel             | PCF      |
| Carte des élus |                                    |                  |           |                                           |          |